# Берген (Эльстерхайде)

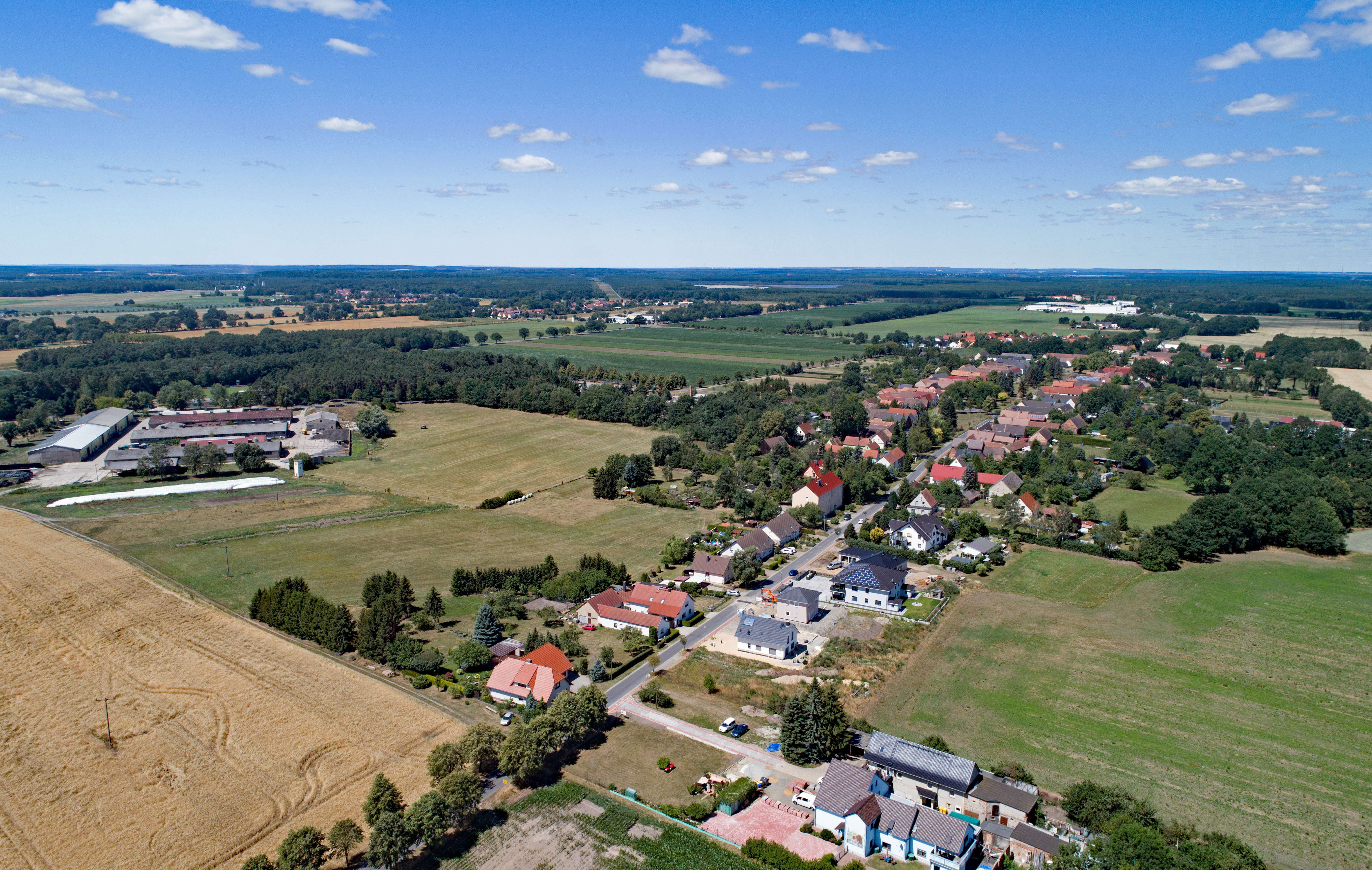

Бе́рген или Го́ры, употребляется также наименование — Го́ры-по́ла-Во́йерец (нем. Bergen; в.-луж. Horyо файле; Hory pola Wojerec) — деревня в Верхней Лужице, Германия. Входит в состав коммуны Эльстерхайде района Баутцен в земле Саксония. Подчиняется административному округу Дрезден.
Деревня не имеет официального статуса населённого пункта. Входит в административные границы деревни Нойвизе.

## География
Находится на самом севере Верхней Лужицы в районе Лужицких озёр недалеко от границы с федеральной землёй Бранденбург примерно в трёх километрах севернее от города Хойерсверда. Через деревню проходит автомобильная дорога S234, которая соединяет её с деревней Нойвизе. На северо-западе от деревни находится промышленный район «Нойвизе-Берген».
Соседние населённые пункты: на юго-востоке — деревня Жиджино и на юго-западе — деревня Нова-Лука
.

## История
Впервые упоминается в 1744 году под наименованием Bergen, auch Ober-Neuwiese genannt.
В 1938 году была лишена статуса самостоятельного сельского населённого пункта и вошла в административные границы соседней деревни Нойвизе.
В настоящее время деревня входит в состав культурно-территориальной автономии «Лужицкая поселенческая область», на территории которой действуют законодательные акты земель Саксонии и Бранденбурга, содействующие сохранению лужицких языков и культуры лужичан.
Исторические немецкие наименования
- Bergen, auch Ober-Neuwiese genannt, 1744
- Bergen, 1768
- Bergen, auch Oberneuwiese genannt, 1791

## Население
Официальным языком в населённом пункте, помимо немецкого, является также верхнелужицкий язык.
Согласно статистическому сочинению «Dodawki k statisticy a etnografiji łužickich Serbow» Арношта Муки в 1884 году в деревне проживало 285 человек (из них — 284 серболужичанина (99 %)).
С 1938 года численность населения деревни учитывается вместе с деревней Нойвизе.
| 1825 | 1871 | 1885 | 1905 | 1925 |
| ---- | ---- | ---- | ---- | ---- |
| 249  | 253  | 295  | 313  | 302  |